# Giải Grammy lần thứ 57
Giải Grammy lần thứ 57 được tổ chức vào ngày 8 tháng 2 năm 2015, tại Trung tâm Staples ở Los Angeles, California. Chương trình được truyền hình trực tiếp trên đài CBS lúc 5:00 p.m. PST (UTC−8). Rapper LL Cool J dẫn chương trình lần thứ 4 liên tiếp.
Đề cử giải Grammy lần này dành cho những tác phẩm âm nhạc phát hành từ 1 tháng 10 năm 2013 đến 30 tháng 9 năm 2014. Khác với truyền thống tổ chức hòa nhạc giờ vàng, các đề cử giải Grammy năm nay được công bố trong trọn một ngày 5 tháng 12 năm 2014, bắt đầu với những hé lộ đầu tiên trên chương trình truyền hình CBS This Morning, kế tiếp là những công bố tiếp theo qua tài khoản Twitter chính thức của giải.
Nghệ sĩ Anh mới nổi Sam Smith giành bốn giải trong đó có Nghệ sĩ mới xuất sắc nhất và Thu âm/Bài hát của năm cho ca khúc "Stay With Me" trong album In the Lonely Hour, album này đã giành giải Album giọng pop xuất sắc nhất. Album Morning Phase của Beck giành giải Album của năm. Cả Pharrell Williams và Beyoncé giành 3 giải; và với những chiến thắng này, Beyoncé trở thành nghệ sĩ nữ giành nhiều giải nhất trong lịch sử Grammy sau Alison Krauss. Các giải Thành tựu trọn đời được trao cho Bee Gees, George Harrison, Pierre Boulez, Buddy Guy, và Flaco Jiménez. Tổng cộng, có 83 hạng mục giải Grammy đã được trao, nhiều hơn năm trước 1 giải.
Giải được chiếu trực tiếp trên kênh Fox8 tại Úc, Sky TV tại New Zealand và Channel O tại Nam Phi.

## Buổi lễ mở màn
Không phải tất cả các Giải Grammy đều được giới thiệu trực tiếp trong lễ trao giải. Giống như những năm trước, năm nay các giải thưởng tiếp tục được giới thiệu tại "Buổi lễ mở màn", được tổ chức tại nhà hát Nokia ở phía trước Trung tâm Staples, nơi sẽ diễn ra lễ trao giải vào buổi chiều. Từ năm 2015, buổi lễ này được coi là màn dạo đầu. Khoảng 70 hạng mục lớn nhỏ của Giải Grammy đã được trưng bày tại đây.

## Trình diễn
| Nghệ sĩ                                 | Bài hát                                    |
| --------------------------------------- | ------------------------------------------ |
| AC/DC                                   | "Rock or Bust" Highway to Hell"            |
| Ariana Grande                           | "Just a Little Bit of Your Heart"          |
| Tom Jones Jessie J                      | "You've Lost That Lovin' Feelin'"          |
| Miranda Lambert                         | "Little Red Wagon"                         |
| Kanye West                              | "Only One"                                 |
| Madonna                                 | "Living for Love"                          |
| Ed Sheeran                              | "Thinking Out Loud"                        |
| Electric Light Orchestra                | "Evil Woman" Mr. Blue Sky"                 |
| Adam Levine Gwen Stefani                | "My Heart Is Open"                         |
| Hozier Annie Lennox                     | "Take Me to Church" I Put a Spell on You"  |
| Pharrell Williams Lang Lang Hans Zimmer | "Happy"                                    |
| Katy Perry                              | "By the Grace of God"                      |
| Tony Bennett Lady Gaga                  | "Cheek to Cheek"                           |
| Usher                                   | "If It's Magic"                            |
| Imagine Dragons                         | "Shots" (quảng cáo trực tiếp từ Las Vegas) |
| Eric Church                             | "Give Me Back My Hometown"                 |
| Brandy Clark Dwight Yoakam              | "Hold My Hand"                             |
| Rihanna Kanye West Paul McCartney       | "FourFiveSeconds"                          |
| Sam Smith Mary J. Blige                 | "Stay with Me"                             |
| Juanes                                  | "Juntos (Together)"                        |
| Sia                                     | "Chandelier"                               |
| Beck Chris Martin                       | "Heart is a Drum"                          |
| Beyoncé                                 | "Take My Hand, Precious Lord"              |
| John Legend Common                      | "Glory"                                    |

Trong lễ trao giải, Tổng thống Hoa Kỳ Barack Obama sẽ đưa ra những thông điệp nói về tình trạng bạo lực gia đình, đặc biệt là đối với phụ nữ. Thông điệp của ông sau đó được sự hưởng ứng nồng nhiệt của hai nghệ sĩ Brooke Axtell và Katy Perry qua màn biểu diễn ballad "By the Grace of God" như là một sự tri ân dành cho các nạn nhân.

## Người trao giải và giới thiệu
- Taylor Swift – trao Giải Grammy cho Nghệ sĩ mới xuất sắc nhất cũng như giới thiệu Sam Smith và Mary J. Blige[4]
- Anna Kendrick – giới thiệu Ariana Grande[5]
- Jessie J & Tom Jones - trao Giải Grammy cho Trình diễn Solo Pop xuất sắc nhất
- Dierks Bentley – giới thiệu Miranda Lambert
- Pentatonix & Barry Gibb – trao Giải Grammy cho Album pop xuất sắc nhất
- Miley Cyrus & Nicki Minaj – giới thiệu Madonna
- Josh Duhamel, Julian Edelman, & Malcolm Butler - trao Giải Grammy cho Album Rock xuất sắc nhất
- Smokey Robinson & Nile Rodgers – trao Giải Grammy cho Trình diễn R&B xuất sắc nhất
- James Corden – giới thiệu Ed Sheeran & John Mayer
- Ryan Seacrest – giới thiệu Adam Levine & Gwen Stefani
- Meghan Trainor và Nick Jonas – trao Giải Grammmy cho Album Country xuất sắc nhất[6][7]
- The Weeknd – giới thiệu Pharrell Williams & Lang Lang
- Katharine McPhee – giới thiệu Lady Gaga & Tony Bennett
- Keith Urban – giới thiệu Eric Church
- Gina Rodriguez – giới thiệu Juanes[8]
- Prince – trao Giải Grammy cho Album của năm
- Shia LaBeouf – giới thiệu Sia
- Enrique Iglesias – giới thiệu Giải Grammy cho Bài hát của năm
- Dave Grohl - giới thiệu Beck và Chris Martin
- Jamie Foxx & Stevie Wonder trao Giải Grammy cho Thu âm của năm
- Gwyneth Paltrow – giới thiệu Beyoncé[9]

## Giải thưởng và đề cử
Người chiến thắng sẽ xuất hiện đầu tiên và được đánh dấu bằng chữ In đậm.

### Hạng mục chung
Thu âm của năm
- "Stay with Me" (Darkchild Version) – Sam Smith [10]
  - Steve Fitzmaurice, Rodney Jerkins và Jimmy Napes (sản xuất); Steve Fitzmaurice, Jimmy Napes và Steve Pirce (kĩ sư âm thanh/mixer); Tom Coyne (mastering engineer)
- "Fancy" – Iggy Azalea hợp tác với Charli XCX
  - The Arcade và The Invisible Men (sản xuất); Anthony Kilhofler và Eric Weaver (engineer/mixer); Miles Showell, mastering engineer
- "Chandelier" – Sia
  - Greg Kurstin và Jesse Shatkin (sản xuất); Greg Kurstin, Manny Marroquin and Jesse Shatkin, engineers/mixers; Emily Lazar, mastering engineer
- "Shake It Off" – Taylor Swift
  - Max Martin và Shellback, producers; Serban Ghenea, John Hanes, Sam Holland and Michael Ilbert, engineers/mixers; Tom Coyne, mastering engineer
- "All About That Bass" – Meghan Trainor
  - Kevin Kadish, producer; Kevin Kadish, engineer/mixer; Dave Kutch, mastering engineer

Album của năm
- Morning Phase – Beck
  - Beck Hansen, producer; Tom Elmhirst, David Greenbaum, Florian Lagatta, Cole Marsden, Greif Neill, Robbie Nelson, Darrell Thorp, Cassidy Turbin and Joe Visciano, engineers/mixers; Bob Ludwig, mastering engineer
- Beyoncé – Beyoncé
  - Chimamanda Ngozi Adichie, Drake, Jay-Z và Frank Ocean, featured artists; Ammo, Boots, Noel "Detail" Fisher, Jerome Harmon, Hit-Boy, Beyoncé Knowles, Terius "The Dream" Nash, Caroline Polachek, Rey Reel, Noah "40" Shebib, Ryan Tedder, Timbaland, Justin Timberlake, Key Wane và Pharrell Williams, producers; Boots, Noel Cadastre, Noel "Gadget" Campbell, Rob Cohen, Andrew Coleman, Chris Godbey, Justin Hergett, James Krausse, Mike Larson, Jonathan Lee, Tony Maserati, Ann Mincieli, Caroline Polachek, Andrew Scheps, Bart Schoudel, Noah "40" Shebib, Ryan Tedder, Stuart White and Jordan "DJ Swivel" Young, engineers/mixers; Tom Coyne, James Krausse and Aya Merrill, mastering engineers
- x – Ed Sheeran
  - Jeff Bhasker, Benny Blanco, Jake Gosling, Johnny McDaid, Rick Rubin and Pharrell Williams, producers; Andrew Coleman, Jake Gosling, Matty Green, William Hicks, Tyler Sam Johnson, Jason Lader, Johnny McDaid, Chris Scafani, Mark Stent and Geoff Swan, engineers/mixers; Stuart Hawkes, mastering engineer
- In the Lonely Hour – Sam Smith
  - Steve Fitzmaurice, Komi, Howard Lawrence, Zane Lowe, Mojam, Jimmy Napes, Naughty Boy, Fraser T Smith, Two Inch Punch and Eg White, producers; Michael Angelo, Graham Archer, Steve Fitzmaurice, Simon Hale, Darren Heelis, James Murray, Jimmy Napes, Mustafa Omer, Dan Parry, Steve Price and Eg White, engineers/mixers; Tom Coyne and Stuart Hawkes, mastering engineers
- G I R L – Pharrell Williams
  - Alicia Keys và Justin Timberlake, featured artists; Pharrell Williams, producer; Leslie Brathwaite, Adrian Breakspear, Andrew Coleman, Jimmy Douglas, Hart Gunther, Mick Guzauski, Florian Lagatta, Mike Larson, Stephanie McNally, Alan Meyerson, Ann Mincieli and Kenta Yonesaka, engineers/mixers; Bob Ludwig, mastering engineer

Bài hát của năm
- "Stay with Me" (Darkchild Version)1
  - James Napier, William Phillips and Sam Smith, songwriters (Sam Smith)
- "All About That Bass"
  - Kevin Kadish và Meghan Trainor, songwriters (Meghan Trainor)
- "Chandelier"
  - Sia Furler and Jesse Shatkin, songwriters (Sia)
- "Shake It Off"
  - Max Martin, Shellback và Taylor Swift, songwriters (Taylor Swift)
- "Take Me to Church"
  - Andrew Hozier-Byrne, songwriter (Hozier)

Nghệ sĩ mới xuất sắc nhất
- Sam Smith
- Iggy Azalea
- Bastille
- Brandy Clark
- HAIM

### Pop
Trình diễn solo giọng pop xuất sắc nhất
- "Happy (Live)" – Pharrell Williams
- "All of Me (Live)" – John Legend
- "Chandelier" – Sia
- "Stay With Me (Darkchild Version)" – Sam Smith
- "Shake It Off" – Taylor Swift

Trình diễn Nhóm nhạc Pop xuất sắc nhất
- "Say Something" – A Great Big World và Christina Aguilera
- "Fancy" – Iggy Azalea hợp tác với Charli XCX
- "A Sky Full of Stars" – Coldplay
- "Bang Bang" – Jessie J, Ariana Grande, and Nicki Minaj
- "Dark Horse" – Katy Perry hợp tác với Juicy J

Giải Grammy cho Album giọng pop xuất sắc nhất
- In the Lonely Hour – Sam Smith
- Ghost Stories – Coldplay
- Bangerz – Miley Cyrus
- My Everything – Ariana Grande
- Prism – Katy Perry
- x – Ed Sheeran

Best Traditional Pop Vocal Album
- Cheek to Cheek – Tony Bennett và Lady Gaga
- Nostalgia – Annie Lennox
- Night Songs – Barry Manilow
- Sending You a Little Christmas – Johnny Mathis
- Partners – Barbra Streisand

### Điện tử/dance
Thu âm nhạc dance xuất sắc nhất
- "Rather Be" – Clean Bandit & Jess Glynne
  - Grace Chatto and Jack Patterson, producers; Wez Clarke and Jack Patterson, mixers
- "Never Say Never" – Basement Jaxx hợp tác với ETML
  - Basement Jaxx, producers; Basement Jaxx, mixers
- "F For You" – Disclosure hợp tác với Mary J. Blige
  - Disclosure, producer; Disclosure, mixer
- "I Got U" – Duke Dumont hợp tác với Jax Jones
  - Duke Dumont and Jax Jones, producers; Tommy Forrest, mixer
- "Faded" – Zhu
  - Zhu, producer; Zhu, mixer

Album nhạc điện tử/dance xuất sắc nhất
- Syro – Aphex Twin
- while(1<2) – deadmau5
- Nabuma Rubberband – Little Dragon
- Do It Again – Röyksopp & Robyn
- Damage Control – Mat Zo

### Contemporary Instrumental
Best Contemporary Instrumental Album
- Bass & Mandolin – Chris Thile và Edgar Meyer
- Wild Heart – Mindi Abair
- Slam Dunk – Gerald Albright
- Nathan East – Nathan East
- Jazz Funk Soul – Jeff Lorber, Chuck Loeb và Everette Harp

### Rock
Trình diễn Rock xuất sắc nhất
- "Lazaretto" – Jack White
- "Gimme Something Good" – Ryan Adams
- "Do I Wanna Know?" – Arctic Monkeys
- "Blue Moon" – Beck
- "Fever" – The Black Keys

Best Metal Performance
- "The Last in Line" – Tenacious D
- "Neon Knights" – Anthrax
- "High Road" – Mastodon
- "Heartbreaker" – Motörhead
- "The Negative One" – Slipknot

Bài hát Rock hay nhất
- "Ain't It Fun"
  - Hayley Williams và Taylor York, songwriters (Paramore)
- "Blue Moon"
  - Beck Hansen, songwriter (Beck)
- "Fever"
  - Dan Auerbach, Patrick Carney và Brian Burton, songwriters (The Black Keys)
- "Gimme Something Good"
  - Ryan Adams, songwriter (Ryan Adams)
- "Lazaretto"
  - Jack White, songwriter (Jack White)

Album Rock xuất sắc nhất
- Morning Phase – Beck
- Ryan Adams – Ryan Adams
- Turn Blue – The Black Keys
- Hypnotic Eye – Tom Petty and the Heartbreakers
- Songs of Innocence – U2

### Alternative
Album Alternative xuất sắc nhất
- St. Vincent – St. Vincent
- This Is All Yours – alt-J
- Reflektor – Arcade Fire
- Melophobia – Cage the Elephant
- Lazaretto – Jack White

### R&B
Best R&B Performance
- "Drunk in Love" – Beyoncé hợp tác với Jay Z
- "New Flame" – Chris Brown hợp tác với Usher và Rick Ross
- "It's Your World" – Jennifer Hudson hợp tác với R. Kelly
- "Like This" – Ledisi
- "Good Kisser" – Usher

Best Traditional R&B Performance
- "Jesus Children" – Robert Glasper Experiment hợp tác với Lalah Hathaway và Malcolm Jamal Warner
- "As" – Marsha Ambrosius và Anthony Hamilton
- "I.R.S" – Angie Fisher
- "Nobody" – Kem
- "Hold Up Wait a Minute (Woo Woo)" – Antonique Smith

Best R&B Song
- "Drunk in Love"
  - Shawn Carter, Rasool Diaz, Noel Fisher, Jerome Harmon, Beyoncé Knowles, Timothy Mosely, Andre Eric Proctor and Brian Soko, songwriters (Beyoncé hợp tác với Jay Z)
- "Good Kisser"
  - Ronald "Flip" Colson, Warren "Oak" Felder, Usher Raymond IV, Jameel Roberts, Terry "Tru" Sneed and Andrew "Pop" Wansel, songwriters (Usher)
- "New Flame"
  - Eric Bellinger, Chris Brown, James Chambers, Malissa Hunter, Justin Booth Johnson, Mark Pitts, Usher Raymond IV, William Roberts, Maurice "Verse" Simmonds and Keith Thomas, songwriters (Chris Brown hợp tác với Usher và Rick Ross)
- "Options (Wolfjames Version)"
  - Dominic Gordon, Brandon Hesson and Jamaica "Kahn-Cept" Smith, songwriters (Luke James)
- "The Worst"
  - Jhené Aiko Chilombo, Mac Robinson and Brian Warfield, songwriter (Jhené Aiko)

Best Urban Contemporary Album
- G I R L – Pharrell Williams
- Sail Out – Jhené Aiko
- Beyoncé – Beyoncé
- X – Chris Brown
- Mali is... – Mali Music

Best R&B Album
- Love, Marriage & Divorce – Toni Braxton và Babyface
- Islander – Bernhoft
- Lift Your Spirit – Aloe Blacc
- Black Radio 2 – Robert Glasper Experiment
- Give The People What They Want – Sharon Jones và The Dap-Kings

### Rap
Best Rap Performance
- "i" – Kendrick Lamar
- "3005" – Childish Gambino
- "0 to 100 / The Catch Up" – Drake
- "Rap God" – Eminem
- "All I Need Is You" – Lecrae

Best Rap/Sung Collaboration
- "The Monster" – Eminem hợp tác với Rihanna
- "Blak Majik" – Common hợp tác với Jhené Aiko
- "Tuesday" – ILoveMakonnen hợp tác với Drake
- "Studio" – Schoolboy Q hợp tác với BJ the Chicago Kid
- "Bound 2" – Kanye West hợp tác với Charlie Wilson

Best Rap Song
- "i"
  - Kendrick Duckworth and Columbus Smith III, songwriters (Kendrick Lamar)
- "Anaconda"
  - Ernest Clark, Jamal Jones, Onika Maraj, Marcos Palacios and Jonathan Solone-Myvett, songwriters (Nicki Minaj)
- "Bound 2"
  - Mike Dean, Malik Jones, Che Pope, Elon Rutberg, Sakiya Sandifer, John Stephens, Kanye West, Charlie Wilson and Cydel Young, songwriters (Kanye West hợp tác với Charlie Wilson)
- "We Dem Boyz"
  - Noel Fisher and Cameron Thomaz, songwriters (Wiz Khalifa)
- "0 to 100 / The Catch Up"
  - A. Feeney, Aubrey Graham, Anderson Hernandez, P. Jefferies, Matthew Samuels và Noah Shebib, songwriters (Drake)

Best Rap Album
- The Marshall Mathers LP 2 – Eminem
- The New Classic – Iggy Azalea
- Because the Internet – Childish Gambino
- Nobody's Smiling – Common
- Oxymoron – ScHoolboy Q
- Blacc Hollywood – Wiz Khalifa

### Country
Best Country Solo Performance
- "Something in the Water" – Carrie Underwood
- "Give Me Back My Hometown" – Eric Church
- "Invisible" – Hunter Hayes
- "Automatic" – Miranda Lambert
- "Cop Car" – Keith Urban

Best Country Duo/Group Performance
- "Gentle on My Mind" – The Band Perry
- "Somethin' Bad" – Miranda Lambert with Carrie Underwood
- "Day Drinking" – Little Big Town
- "Meanwhile Back at Mama's – Tim McGraw hợp tác với Faith Hill
- "Raise 'Em Up" – Keith Urban hợp tác với Eric Church

Best Country Song
- "I'm Not Gonna Miss You"
  - Glen Campbell and Julian Raymond, songwriters (Glen Campbell)
- "American Kids"
  - Rodney Clawson, Luke Laird và Shane McAnally, songwriters (Kenny Chesney)
- "Automatic"
  - Nicolle Galyon, Natalie Hemby và Miranda Lambert, songwriters (Miranda Lambert)
- "Give Me Back My Hometown"
  - Eric Church and Luke Laird, songwriters (Eric Church)
- "Meanwhile Back at Mama's"
  - Tom Douglas, Jaren Johnston và Jeffrey Steele, songwriters (Tim McGraw hợp tác với Faith Hill)

Best Country Album
- Platinum – Miranda Lambert
- Riser – Dierks Bentley
- The Outsiders – Eric Church
- 12 Stories – Brandy Clark
- The Way I'm Livin' – Lee Ann Womack

### New Age
Best New Age Album
- Winds of Samsara – Ricky Kej và Wouter Kellerman
- Bhakti – Paul Avgerinos
- Ritual – Peter Kater and R. Carlos Nakai
- Symphony Live In Istanbul – Kitaro
- In Love and Longing – Silvia Nakkach and David Darling

### Jazz
Best Improvised Jazz Solo
- "Fingerprints" – Chick Corea, soloist
- "The Eye of the Hurricane" – Kenny Barron, soloist
- "You and the Night and the Music" – Fred Hersch, soloist
- "Recorda Me" – Joe Lovano, soloist
- "Sleeping Giant" – Brad Mehldau, soloist

Best Jazz Vocal Album
- Beautiful Life – Dianne Reeves
- Map to the Treasure: Reimagining Laura Nyro – Billy Childs and various artists
- I Wanna Be Evil – René Marie
- Live in NYC – Gretchen Parlato
- Paris Sessions – Tierney Sutton

Best Jazz Instrumental Album
- Trilogy – Chick Corea Trio
- Landmarks – Brian Blade and the Fellowship Band
- Floating – Fred Hersch Trio
- Enjoy The View – Bobby Hutcherson, David Sanborn, Joey DeFrancesco hợp tác với Billy Hart
- All Rise: A Joyful Elegy For Fats Waller – Jason Moran

Best Large Jazz Ensemble Album
- Life in the Bubble – Gordon Goodwin's Big Phat Band
- The L.A. Treasures Project – Clayton-Hamilton Jazz Orchestra
- Quiet Pride: The Elizabeth Catlett Project – Rufus Reid
- Live: I Hear the Sound – Archie Shepp Attica Blues Orchestra
- OverTime: Music of Bob Brookmeyer – Vanguard Jazz Orchestra

Best Latin Jazz Album
- The Offense of the Drum – Arturo O'Farrill and the Afro Latin Jazz Orchestra
- The Latin Side of Joe Henderson – Conrad Herwig hợp tác với Joe Lovano
- The Pedrito Martinez Group – Pedrito Martinez Group
- Second Half – Emilio Solla y la Inestable de Brooklyn
- New Throned King – Yosvany Terry

### Gospel/Contemporary Christian
Best Gospel Performance/Song
- "No Greater Love" – Smokie Norful
  - Aaron W. Lindsey, Smokie Norful, songwriters
- "Help" – Erica Campbell hợp tác với Lecrae
  - Erica Campbell, Warryn Campbell, Hasben Jones, Harold Lilly, Lecrae Moore, Aaron Sledge, songwriters
- "Sunday A.M. (Live)" – Karen Clark Sheard
  - Rudy Currence, Donald Lawrence, songwriters
- "I Believe" – Mali Music
  - Kortney J. Pollard, songwriter
- "Love on the Radio" – The Walls Group
  - Kirk Franklin, songwriter

Best Contemporary Christian Music Performance/Song
- "Messengers" – Lecrae hợp tác với For King & Country
  - Torrance Esmond, Ran Jackson, Ricky Jackson, Kenneth Chris Mackey, Lecrae Moore, Joseph Prielozny, Joel Smallbone, Luke Smallbone, songwriters
- "Write Your Story" – Francesca Battistelli
  - Francesca Battistelli, David Arthur Garcia, Ben Glover, songwriters
- "Come as You Are" – Crowder
  - David Crowder, Ben Glover and Matt Maher, songwriters
- "Shake" – MercyMe
  - Nathan Cochran, David Arthur Garcia, Ben Glover, Barry Graul, Bart Millard, Soli Olds, Mike Scheuchzer, Robby Shaffer, songwriters
- "Multiplied" – Needtobreathe
  - Bear Rinehart, Bo Rinehart, songwriters

Best Gospel Album
- Help – Erica Campbell
- Amazing (Live) – Ricky Dillard and New G
- Withholding Nothing (Live) – William McDowell
- Forever Yours – Smokie Norful
- Vintage Worship – Anita Wilson

Best Contemporary Christian Music Album
- Run Wild. Live Free. Love Strong. – For King & Country
- If We're Honest – Francesca Battistelli
- Hurricane – Natalie Grant
- Welcome to the New – MercyMe
- Royal Tailor – Royal Tailor

Best Roots Gospel Album
- Shine for All the People – Mike Farris
- Forever Changed – T. Graham Brown
- Hymns – Gaither Vocal Band
- A Cappella – The Martins
- His Way of Loving Me – Tim Menzies

### Latin
Best Latin Pop Album
- Tangos – Rubén Blades
- Elypse – Camila
- Raíz – Lila Downs, Niña Pastori and Soledad
- Loco de Amor – Juanes
- Gracias Por Estar Aquí – Marco Antonio Solís

Best Latin Rock Urban or Alternative Album
- Multi Viral – Calle 13
- Behind The Machine (Detrás De La Máquina) – ChocQuibTown
- Bailar En La Cueva – Jorge Drexler
- Agua Maldita – Molotov
- Vengo – Ana Tijoux

Best Regional Mexican Music Album (Including Tejano)
- Mano A Mano – Tangos A La Manera De Vicente Fernández – Vicente Fernández
- Lastima Que Sean Ajenas – Pepe Aguilar
- Voz Y Guitarra – Ixya Herrera
- 15 Aniversario – Mariachi Divas de Cindy Shea
- Alegría Del Mariachi – Mariachi Los Arrieros Del Valle

Best Tropical Latin Album
- Más + Corazón Profundo – Carlos Vives
- 50 Aniversario – El Gran Combo de Puerto Rico
- First Class To Havana – Aymee Nuviola
- Live – Palo!
- El Asunto – Totó La Momposina

### Americana Music
Best American Roots Performance
- "A Feather's Not a Bird" – Rosanne Cash
- "Statesboro Blues" – Gregg Allman và Taj Mahal
- "And When I Die" – Billy Childs hợp tác với Alison Krauss và Jerry Douglas
- "The Old Me Better" – Keb' Mo' hợp tác với the California Feet Warmers
- "Destination" – Nickel Creek

Best American Roots Song
- "A Feather's Not a Bird" – Rosanne Cash and John Leventhal, songwriters (Rosanne Cash)
- "Just So Much" – Jesse Winchester, songwriter (Jesse Winchester)
- "The New York Trains" – Woody Guthrie và Del McCoury, songwriters (Del McCoury Band)
- "Pretty Little One" – Edie Brickell và Steve Martin, songwriters (Steve Martin and the Steep Canyon Rangers hợp tác với Edie Brickell)
- "Terms of My Surrender" – John Hiatt, songwriter (John Hiatt)

Best Americana Album
- The River & the Thread – Rosanne Cash
- Terms of My Surrender – John Hiatt
- BluesAmericana – Keb' Mo'
- A Dotted Line – Nickel Creek
- Metamodern Sounds in Country Music – Sturgill Simpson

Best Bluegrass Album
- The Earls of Leicester – The Earls of Leicester
- Noam Pikelny Plays Kenny Baker Plays Bill Monroe – Noam Pikelny
- Cold Spell – Frank Solivan and Dirty Kitchen
- Into My Own – Bryan Sutton
- Only Me – Rhonda Vincent

Best Blues Album
- Step Back – Johnny Winter
- Common Ground: Dave Alvin & Phil Alvin Play and Sing the Songs of Big Bill Broonzy – Dave Alvin và Phil Alvin
- Promise of a Brand New Day – Ruthie Foster
- Juke Joint Chapel – Charlie Musselwhite
- Decisions – Bobby Rush with Blinddog Smokin'

Best Folk Album
- Remedy – Old Crow Medicine Show
- Three Bells – Mike Auldridge, Jerry Douglas, Rob Ickes
- Follow the Music – Alice Gerrard
- The Nocturne Diaries – Eliza Gilkyson
- A Reasonable Amount of Trouble – Jesse Winchester

Best Regional Music Album
- The Legacy – Jo-El Sonnier
- Light the Stars – Bonsoir, Catin
- Hanu 'A'ala – Kamaka Kukona
- Love's Lies – Magnolia Sisters
- Ceremony – Joe Tohonnie Jr.

### Reggae
Best Reggae Album
- Fly Rasta – Ziggy Marley
- Back On the Controls – Lee "Scratch" Perry
- Full Frequency – Sean Paul
- Out of Many, One Music – Shaggy
- Reggae Power – Sly and Robbie and Spicy Chocolate
- Amid the Noise and the Haste – SOJA

### World Music
Best World Music Album
- Eve – Angélique Kidjo
- Toumani & Sidiki – Toumani Diabaté and Sidiki Diabaté
- Our World in Song – Wu Man, Luis Conte và Daniel Ho
- Magic – Sérgio Mendes
- Traces of You – Anoushka Shankar

### Children's
Best Children's Album
- I Am Malala: How One Girl Stood Up For Education And Changed The World (Malala Yousafzai) – Neela Vaswani
- Appetite For Construction – The Pop Ups
- Just Say Hi! – Brady Rymer And The Little Band That Could
- The Perfect Quirk – Secret Agent 23 Skidoo
- Through The Woods – The Okee Dokee Brothers

### Spoken Word
Best Spoken Word Album (Includes Poetry, Audio Books and Story Telling)
- Diary of a Mad Diva – Joan Rivers
- Actors Anonymous – James Franco
- A Call to Action – Jimmy Carter
- Carsick: John Waters Hitchhikes Across America – John Waters
- A Fighting Chance – Elizabeth Warren
- We Will Survive: True Stories of Encouragement, Inspiration, and the Power of Song – Gloria Gaynor

### Comedy
Best Comedy Album
- Mandatory Fun – "Weird Al" Yankovic
- Obsessed – Jim Gaffigan
- Oh My God – Louis C.K.
- Tragedy Plus Comedy Equals Time – Patton Oswalt
- We Are Miracles – Sarah Silverman

### Musical Show
Best Musical Theater Album
- Beautiful: The Carole King Musical – Jessie Mueller, principal soloist; Jason Howland, Steve Sidwell and Billy Jay Stein, producers (Carole King, composer and lyricist) (original Broadway cast)
- Aladdin – James Monroe Iglehart, Adam Jacobs and Courtney Reed, principal soloists; Frank Filipetti, Michael Kosarin, Alan Menken and Chris Montan, producers (Alan Menken, composer; Howard Ashman, Chad Beguelin và Tim Rice, lyricists) (original Broadway cast)
- A Gentleman's Guide to Love and Murder – Jefferson Mays và Bryce Pinkham, principal soloists; Kurt Deutsch and Joel Moss, producers; Robert L. Freedman, lyricist; Steven Lutvak, composer and lyricist (original Broadway cast)
- Hedwig and the Angry Inch – Lena Hall và Neil Patrick Harris, principal soloists; Justin Craig, Tim O'Heir and Stephen Trask, producers (Stephen Trask, composer and lyricist) (original Broadway cast)
- West Side Story – Cheyenne Jackson and Alexandra Silber, principal soloists; Jack Vad, producer (Leonard Bernstein, composer; Stephen Sondheim, lyricist) (Cheyenne Jackson and Alexandra Silber with the San Francisco Symphony)

### Music for Visual Media
Best Compilation Soundtrack for Visual Media
- Frozen – various artists
- American Hustle – various artists
- Get on Up: The James Brown Story – James Brown
- Guardians Of The Galaxy: Awesome Mix Vol. 1 – various artists
- The Wolf of Wall Street – various artists

Best Score Soundtrack for Visual Media
- The Grand Budapest Hotel: Original Soundtrack – Alexandre Desplat, composer
- Frozen – Christophe Beck, composer
- Gone Girl: Soundtrack from the Motion Picture – Trent Reznor và Atticus Ross, composers
- Gravity: Original Motion Picture Soundtrack – Steven Price, composer
- Saving Mr. Banks – Thomas Newman, composer

Best Song Written for Visual Media
- "Let It Go" (từ Frozen) – Kristen Anderson-Lopez và Robert Lopez, songwriters (Idina Menzel)
- "Everything Is Awesome" (từ The Lego Movie) – Joshua Bartholomew, Lisa Harriton, Shawn Patterson, Andy Samberg, Akiva Schaffer và Jorma Taccone, songwriters (Tegan and Sara hợp tác với the Lonely Island)
- "I See Fire" (từ The Hobbit: The Desolation of Smaug) – Ed Sheeran, songwriter (Ed Sheeran)
- "I'm Not Gonna Miss You" (từ Glen Campbell: I'll Be Me) – Glen Campbell and Julian Raymond, songwriters (Glen Campbell)
- "The Moon Song" (từ Her) – Spike Jonze và Karen O, songwriters (Scarlett Johansson và Joaquin Phoenix)

### Composing/Arranging
Best Instrumental Composition
- "The Book Thief"
  - John Williams, composer (John Williams)
- "Last Train To Sanity"
  - Stanley Clarke, composer (The Stanley Clarke Band)
- "Life In The Bubble"
  - Gordon Goodwin, composer (Gordon Goodwin's Big Phat Band)
- "Recognition"
  - Rufus Reid, composer (Rufus Reid)
- "Tarnation"
  - Edgar Meyer và Chris Thile, composers (Chris Thile and Edgar Meyer)

Best Arrangement, Instrumental or a Cappella
- "Daft Punk"
  - Ben Bram, Mitch Grassi, Scott Hoying, Avi Kaplan, Kirstie Maldonado and Kevin Olusola, arrangers (Pentatonix)
- "Beautiful Dreamer"
  - Pete McGuinness, arranger (The Pete McGuinness Jazz Orchestra)
- "Get Smart"
  - Gordon Goodwin, arranger (Gordon Goodwin's Big Phat Band)
- "Guantanamera"
  - Alfredo Rodríguez, arranger (Alfredo Rodríguez)
- "Moon River"
  - Chris Walden, arranger (Amy Dickson)

Best Instrumental Arrangement Accompanying Vocalist(s)
- "New York Tendaberry"
  - Billy Childs, arranger (Billy Childs hợp tác với Renée Fleming and Yo-Yo Ma)
- "All My Tomorrows"
  - Jeremy Fox, arranger (Jeremy Fox hợp tác với Kate McGarry)
- "Goodnight America"
  - Vince Mendoza, arranger (Mary Chapin Carpenter)
- "Party Rockers"
  - Gordon Goodwin, arranger (Gordon Goodwin's Big Phat Band)
- "What Are You Doing The Rest Of Your Life?"
  - Pete McGuinness, arranger (The Pete McGuinness Jazz Orchestra)

### Crafts
Best Recording Package
- Lightning Bolt
  - Jeff Ament, Don Pendleton, Joe Spix and Jerome Turner, art directors (Pearl Jam)
- Formosa Medicine Show
  - David Chen and Andrew Wong, art directors (The Muddy Basin Ramblers)
- Indie Cindy
  - Vaughan Oliver, art director (Pixies)
- LP1
  - FKA Twigs and Phil Lee, art directors (FKA twigs)
- Whispers
  - Sarah Larnach, art director (Passenger)

Best Boxed or Special Limited Edition Package
- The Rise and Fall of Paramount Records, Volume One (1917–27)
  - Susan Archie, Dean Blackwood and Jack White, art directors (various artists)
- Cities of Darkscorch
  - Leland Meiners and Ken Shipley, art directors (various artists)
- A Letter Home (vinyl box set)
  - Gary Burden and Jenice Heo, art directors (Neil Young)
- Sparks (deluxe album box set)
  - Andy Carne, art director (Imogen Heap)
- Spring 1990 (The Other One)
  - Jessica Dessner, Lisa Glines, Doran Tyson and Steve Vance, art directors (Grateful Dead)

Best Album Notes
- Offering: Live At Temple University
  - Ashley Kahn, album notes writer (John Coltrane)
- Happy: The 1920 Rainbo Orchestra Sides
  - David Sager, album notes writer (Isham Jones Rainbo Orchestra)
- I'm Just Like You: Sly's Stone Flower 1969–70
  - Alec Palao, album notes writer (Various Artists)
- The Other Side Of Bakersfield: 1950s & 60s Boppers and Rockers from 'Nashville West
  - Scott B. Bomar, album notes writer (Various Artists)
- Purple Snow: Forecasting The Minneapolis Sound
  - Jon Kirby, album notes writer (Various Artists)
- The Rise & Fall Of Paramount Records, Volume One (1917–27)
  - Scott Blackwood, album notes writer (Various Artists)

Best Historical Album
- The Garden Spot Programs, 1950
  - Colin Escott and Cheryl Pawelski, compilation producers; Michael Graves, mastering engineer (Hank Williams)
- Black Europe: The Sounds And Images Of Black People In Europe Pre-1927
  - Jeffrey Green, Ranier E. Lotz and Howard Rye, compilation producers; Christian Zwarg, mastering engineer (Various Artists)
- Happy: The 1920 Rainbo Orchestra Sides
  - Meagan Hennessey and Richard Martin, compilation producers; Richard Martin, mastering engineer (Isham Jones Rainbo Orchestra)
- Longing for the Past: The 78 RPM Era In Southeast Asia
  - Steven Lance Ledbetter and David Murray, compilation producers; Michael Graves, mastering engineer (Various Artists)
- There's A Dream I've Been Saving: Lee Hazlewood Industries 1966 – 1971 (Deluxe Edition)
  - Hunter Lea, Patrick McCarthy and Matt Sullivan, compilation producers; John Baldwin, mastering engineer (Various Artists)

### Production
Best Engineered Album, Non-Classical
- Morning Phase
  - Tom Elmhirst, David Greenbaum, Florian Lagatta, Cole Marsden, Greif Neill, Robbie Nelson, Darrell Thorp, Cassidy Turbin and Joe Visciano, engineers; Bob Ludwig, mastering engineer (Beck)
- Bass & Mandolin
  - Richard King and Dave Sinko, engineers; Robert C. Ludwig, mastering engineer (Chris Thile and Edgar Meyer)
- Bluesamericana
  - Ross Hogarth and Casey Wasner, engineers; Richard Dodd, mastering engineer (Keb' Mo')
- The Way I'm Livin
  - Chuck Ainlay, engineer; Gavin Lurssen, mastering engineer (Lee Ann Womack)
- What's Left Is Forever
  - Tchad Blake, Oyvind Jakobsen, Jo Ranheim, Itai Shapiro and David Way, engineers; Bernie Grundman, mastering engineer (Thomas Dybdahl)

Producer of the Year, Non-Classical
- Max Martin
  - "Bang Bang" (Jessie J, Ariana Grande và Nicki Minaj)
  - "Break Free" (Ariana Grande hợp tác với Zedd)
  - "Dark Horse" (Katy Perry hợp tác với Juicy J)
  - "Problem" (Ariana Grande hợp tác với Iggy Azalea)
  - "Shake It Off" (Taylor Swift)
  - "Unconditionally" (Katy Perry)
- Paul Epworth
  - "Pendulum" (FKA Twigs)
  - "Queenie Eye" (Paul McCartney)
  - "Road" (Paul McCartney)
  - "Save Us" (Paul McCartney)
- John Hill
  - "All You Never Say" (Birdy)
  - "Burning Gold" (Christina Perri)
  - "Can't Remember to Forget You" (Shakira hợp tác với Rihanna)
  - "Goldmine" (Kimbra)
  - "Guts Over Fear" (Eminem hợp tác với Sia)
  - Strange Desire (Bleachers)
  - Voices (Phantogram)
  - "Water Fountain" (Tune-Yards)
- Jay Joyce
  - About Last Night (Sleeper Agent)
  - It Goes Like This (Thomas Rhett)
  - Melophobia (Cage the Elephant)
  - Montibello Memories (Matrimony)
  - Mountains Of Sorrow, Rivers Of Song (Amos Lee)
  - The Outsiders (Eric Church)
- Greg Kurstin
  - "Beating Heart" (Ellie Goulding)
  - "Chandelier" (Sia)
  - "Double Rainbow" (Katy Perry)
  - "Gunshot" (Lykke Li)
  - "Money Power Glory" (Lana Del Rey)
  - 1000 Forms of Fear (Sia)
  - Sheezus (Lily Allen)
  - Wrapped in Red (Kelly Clarkson)

Best Remixed Recording, Non-Classical
- "All Of Me" (Tiësto's Birthday Treatment Remix)
  - Tijs Michiel Verwest, remixer (John Legend)
- "Falling Out" (Ming Remix)
  - MING, remixer (Crossfingers hợp tác với Danny Losito)
- "Pompeii" (Audien Remix)
  - Audien, remixer (Bastille)
- "The Rising" (Eddie Amador Remix)
  - Eddie Amador, remixer (Five Knives)
- "Smile" (Kaskade Edit)
  - Ryan Raddon, remixer (Galantis)
- "Waves" (Robin Schulz Remix)
  - Robin Schulz, remixer (Mr Probz)

### Production, Surround Sound
Best Surround Sound Album
- Beyoncé
  - Elliot Scheiner, surround mix engineer; Bob Ludwig, surround mastering engineer; Beyoncé Knowles, surround producer (Beyoncé)
- Beppe: Remote Galaxy
  - Morten Lindberg, surround mix engineer; Morten Lindberg, surround mastering engineer; Morten Lindberg, surround producer (Vladimir Ashkenazy and Philharmonia Orchestra)
- Chamberland: The Berlin Remixes
  - David Miles Huber, surround mix engineer; David Miles Huber, surround mastering engineer; David Miles Huber, surround producer (David Miles Huber)
- The Division Bell (20th Anniversary Deluxe Box Set)
  - Damon Iddins and Andy Jackson, surround mix engineers; Damon Iddins and Andy Jackson, surround mastering engineers (Pink Floyd)
- Epics Of Love
  - Hans-Jörg Maucksch, surround mix engineer; Hans-Jörg Maucksch, surround mastering engineer; Günter Pauler, surround producer (Song Zuying, Yu Long and China Philharmonic Orchestra)
- Mahler: Symphony No. 2 'Resurrection
  - Michael Bishop, surround mix engineer; Michael Bishop, surround mastering engineer; Elaine Martone, surround producer (Benjamin Zander and Philharmonia Orchestra)

### Production, Classical
Best Engineered Album, Classical
- Vaughan Williams: Dona Nobis Pacem; Symphony No. 4; The Lark Ascending
  - Michael Bishop, engineer; Michael Bishop, mastering engineer (Robert Spano, Norman Mackenzie, Atlanta Symphony Orchestra and Chorus)
- Adams, John: City Noir
  - Richard King, engineer; Wolfgang Schiefermair, mastering engineer (David Robertson and St. Louis Symphony)
- Adams, John Luther: Become Ocean
  - Dmitriy Lipay and Nathaniel Reichman, engineers; Nathaniel Reichman, mastering engineer (Ludovic Morlot and Seattle Symphony)
- Dutilleux: Symphony No. 1; Tout Un Monde Lointain; The Shadows Of Time
  - Dmitriy Lipay, engineer; Dmitriy Lipay, mastering engineer (Ludovic Morlot and Seattle Symphony)
- Riccardo Muti Conducts Mason Bates and Anna Clyne
  - David Frost and Christopher Willis, engineers; Tim Martyn, mastering engineer (Riccardo Muti and Chicago Symphony Orchestra)

Producer of the Year, Classical
- Judith Sherman
  - Beethoven: Cello and Piano Complete (Fischer Duo)
  - Brahms By Heart (Chiara String Quartet)
  - Composing America (Lark Quartet)
  - Divergence (Plattform K + K Vienna)
  - The Good Song (Thomas Meglioranza)
  - Mozart and Brahms: Clarinet Quintets (Anthony McGill and Pacifica Quartet)
  - Snapshot (American Brass Quintet)
  - Two X Four (Jaime Laredo, Jennifer Koh, Vinay Parameswaran and Curtis 20/21 Ensemble)
  - Wagner Without Words (Llŷr Williams)
- Morten Lindberg
  - Beppe: Remote Galaxy (Vladimir Ashkenazy and Philharmonia Orchestra)
  - Dyrud: Out Of Darkness (Vivianne Sydnes and Nidaros Cathedral Choir)
  - Ja, Vi Elsker (Tone Bianca Sparre Dahl, Ingar Bergby, Staff Band Of The Norwegian Armed Forces and Schola Cantorum)
  - Symphonies Of Wind Instruments (Ingar Bergby & Royal Norwegian Navy Band)
- Dmitriy Lipay
  - Adams, John Luther: Become Ocean (Ludovic Morlot and Seattle Symphony)
  - Dutilleux: Symphony No. 1; Tout Un Monde Lointain; The Shadows of Time (Ludovic Morlot and Seattle Symphony)
  - Fauré: Masques Et Bergamasques; Pelléas Et Mélisande; Dolly (Ludovic Morlot, Seattle Symphony Chorale and Seattle Symphony)
  - Hindemith: Nobilissima Visione; Five Pieces For String Orchestra (Gerard Schwarz and Seattle Symphony)
  - Ives: Symphony No. 2; Carter: Instances; Gershwin: An American In Paris (Ludovic Morlot and Seattle Symphony)
  - Ravel: Orchestral Works; Saint-Saëns: Organ Symphony (Ludovic Morlot and Seattle Symphony)
- Elaine Martone
  - Hallowed Ground (Louis Langrée, Maya Angelou, Nathan Wyatt and Cincinnati Symphony Orchestra)
  - Mahler: Symphony No. 2 'Resurrection (Benjamin Zander, Stefan Bevier, Philharmonia Chorus and Orchestra)
  - Sibelius: Symphonies Nos. 6 and 7; Tapiola (Robert Spano and Atlanta Symphony Orchestra)
  - Vaughan Williams: Dona Nobis Pacem; Symphony No. 4; The Lark Ascending (Robert Spano, Norman Mackenzie, Atlanta Symphony Orchestra and Chorus)
- David Starobin
  - All The Things You Are (Leon Fleisher)
  - Complete Crumb Edition, Vol. 16 (Ann Crumb, Patrick Mason, James Freeman and Orchestra 2001)
  - Game of Attrition – Arlene Sierra, Vol. 2 (Jac Van Steen and BBC National Orchestra of Wales)
  - Haydn, Beethoven and Schubert (Gilbert Kalish)
  - Mozart: Piano Concertos, No. 12, K. 414 and No. 23, K. 488 (Marianna Shirinyan, Scott Yoo and Odense Symphony Orchestra)
  - Music Of Peter Lieberson, Vol. 3 (Scott Yoo, Roberto Diaz, Steven Beck and Odense Symphony Orchestra)
  - Rochberg, Chihara and Rorem (Jerome Lowenthal)
  - Tchaikovsky: The Tempest, Op. 18 and Piano Concerto No. 1, Op. 23 (Joyce Yang, Alexander Lazarev and Odense Symphony Orchestra)

### Classical
Best Orchestral Performance
- Adams, John: City Noir
  - David Robertson (conductor), (St. Louis Symphony)
- Dutilleux: Symphony No. 1; Tout un monde lointain...; The Shadows Of Time
  - Ludovic Morlot, conductor (Seattle Symphony)
- Dvořák: Symphony No. 8; Janacek: Symphonic Suite From Jenůfa
  - Manfred Honeck, conductor (Pittsburgh Symphony Orchestra)
- Schumann: Symphonien 1–4
  - Simon Rattle, conductor (Berliner Philharmoniker)
- Sibelius: Symphonies Nos. 6 and 7; Tapiola
  - Robert Spano, conductor (Atlanta Symphony Orchestra)

Best Opera Recording
- Charpentier: La descente d'Orphée aux enfers
  - Paul O'Dette và Stephen Stubbs, conductors; Aaron Sheehan; Renate Wolter-Seevers, producer (Boston Early Music Festival Chamber Ensemble; Boston Early Music Festival Vocal Ensemble)
- Milhaud: L'Orestie D'Eschyle
  - Kenneth Kiesler, conductor; Dan Kempson, Jennifer Lane, Tamara Mumford and Brenda Rae; Tim Handley, producer (University of Michigan Percussion Ensemble and University of Michigan Symphony Orchestra; University of Michigan Chamber Choir, University of Michigan Orpheus Singers, University of Michigan University Choir and UMS Choral Union)
- Rameau: Hippolyte et Aricie
  - William Christie, conductor; Sarah Connolly, Stéphane Degout, Christiane Karg, Ed Lyon and Katherine Watson; Sébastien Chonion, producer (Orchestra of the Age of Enlightenment; The Glyndebourne Chorus)
- Schönberg: Moses und Aron
  - Sylvain Cambreling, conductor; Andreas Conrad and Franz Grundheber; Reinhard Oechsler, producer (SWR Sinfonieorchester Baden-Baden und Freiburg; EuropaChorAkademie)
- Strauss: Elektra (opera)
  - Christian Thielemann, conductor; Evelyn Herlitzius, Waltraud Meier, René Pape và Anne Schwanewilms; Magdalena Herbst, producer (Staatskapelle Dresden; Sächsischer Staatsopernchor Dresden)

Best Choral Performance
Performers who are not eligible for an award (such as orchestras, soloists or choirs) are mentioned in parentheses
- The Sacred Spirit of Russia
  - Craig Hella Johnson, conductor (Conspirare)
- Bach: Matthäus-Passion
  - René Jacobs, conductor (Werner Güra and Johannes Weisser; Akademie Für Alte Musik Berlin; Rias Kammerchor and Staats-Und Domchor Berlin)
- Dyrud: Out of Darkness
  - Vivianne Sydnes, conductor (Erlend Aagaard Nilsen and Geir Morten Øien; Sarah Head and Lars Sitter; Nidaros Cathedral Choir)
- Holst: First Choral Symphony; The Mystic Trumpeter
  - Andrew Davis (conductor); Stephen Jackson, chorus master (Susan Gritton; BBC Symphony Orchestra; BBC Symphony Chorus)
- Mozart: Requiem Mass in D minor
  - John Butt (musician), conductor (Matthew Brook, Rowan Hellier, Thomas Hobbs and Joanne Lunn; Dunedin Consort)

Best Chamber Music/Small Ensemble Performance
- In 27 Pieces – The Hilary Hahn Encores
  - Hilary Hahn and Cory Smythe
- Dreams and Prayers
  - David Krakauer và A Far Cry
- Martinů: Cello Sonatas Nos. 1–3
  - Steven Isserlis và Olli Mustonen
- Partch: Castor and Pollux
  - Partch
- Sing Thee Nowell
  - New York Polyphony

Best Classical Instrumental Solo
- Play
  - Jason Vieaux
- All The Things You Are
  - Leon Fleisher
- The Carnegie Recital
  - Daniil Trifonov
- Dutilleux: Tout un monde lointain...
  - Xavier Phillips; Ludovic Morlot, conductor (Seattle Symphony)
- Toccatas
  - Jory Vinikour

Best Classical Solo Vocal Album
- Douce France
  - Anne Sofie Von Otter; Bengt Forsberg, accompanist (Carl Bagge, Margareta Bengston, Mats Bergström, Per Ekdahl, Bengan Janson, Olle Linder and Antoine Tamestit)
- Porpora: Arias
  - Philippe Jaroussky; Andrea Marcon, conductor (Cecilia Bartoli; Venice Baroque Orchestra)
- Schubert: Die Schöne Müllerin
  - Florian Boesch; Malcolm Martineau, accompanist
- Stella Di Napoli
  - Joyce DiDonato; Riccardo Minasi, conductor (Chœur De L'Opéra National De Lyon; Orchestre De L'Opéra National De Lyon)
- Virtuoso Rossini Arias
  - Lawrence Brownlee; Constantine Orbelian, conductor (Kaunas City Symphony Orchestra)

Best Classical Compendium
- Partch: Plectra and Percussion Dances
  - Partch; John Schneider, producer
- Britten To America
  - Jeffrey Skidmore, conductor; Colin Matthews, producer
- Mieczysław Weinberg
  - Giedrė Dirvanauskaitė, Daniil Grishin, Gidon Kremer và Daniil Trifonov; Manfred Eicher, producer
- Mike Marshall and The Turtle Island Quartet
  - Mike Marshall (musician) và Turtle Island Quartet; Mike Marshall, producer
- The Solent – Fifty Years Of Music By Ralph Vaughan Williams
  - Paul Daniel, conductor; Andrew Walton, producer

Best Contemporary Classical Composition
- Adams, John Luther: Become Ocean
  - John Luther Adams, composer (Ludovic Morlot and Seattle Symphony)
- Clyne, Anna: Prince of Clouds
  - Anna Clyne, composer (Jaime Laredo, Jennifer Koh, Vinay Parameswaran and Curtis 20/21 Ensemble)
- Crumb, George: Voices From The Heartland
  - George Crumb, composer (Ann Crumb, Patrick Mason, James Freeman and Orchestra 2001)
- Paulus, Stephen: Concerto for Two Trumpets and Band
  - Stephen Paulus, composer (Eric Berlin, Richard Kelley, James Patrick Miller and UMASS Wind Ensemble)
- Sierra, Roberto: Sinfonía No. 4
  - Roberto Sierra, composer (Giancarlo Guerrero and Nashville Symphony)

### Music Video/Film
Best Music Video
- "Happy" – Pharrell Williams
  - We Are From LA, video director; Kathleen Heffernan, Solal Micenmacher, Jett Steiger and Cedric Troadec, video producers
- "We Exist" – Arcade Fire
  - David Wilson, video director; Sue Yeon Ahn and Jason Baum, video producers
- "Turn Down for What" – DJ Snake và Lil Jon
  - Daniel Kwan and Daniel Scheinert, video directors; Judy Craig, Jonathan Wang, Candance Ouaknine and Bryan Younce, video producers
- "Chandelier" – Sia
  - Sia Furler and Daniel Askill, video directors; Jennifer Heath and Jack Hogan, video producers
- "The Golden Age" – Woodkid hợp tác với Max Richter
  - Yoann Lemoine, video director; Kathleen Heffernan, Roman Pichon Herrera, Christine Miller and Annabel Rosier, video producers

Best Music Film
- 20 Feet from Stardom – Darlene Love, Merry Clayton, Lisa Fischer và Judith Hill
  - Morgan Neville, video director; Gil Friesen và Caitrin Rogers, video producers
- Beyoncé and Jay Z: On the Run Tour – Beyoncé và Jay Z
  - Jonas Åkerlund, video director; Ed Burke, Svana Gisla and Dan Parise, video producers
- Ghost Stories – Coldplay
  - Paul Dugdale, video director; Jim Parsons, video producer
- Metallica Through The Never – Metallica
  - Nimród Antal, video director; Adam Ellison and Charlotte Huggins, video producers
- The Truth About Love Tour: Live From Melbourne – Pink
  - Larn Poland, video director; Roger Davies, video producer

## Danh sách đề cử và giải thưởng

Đây là hình ảnh Sam Smith tại lễ trao giải Grammy lần thứ 57 sau khi thắng 4 giải trong 6 lần đề cử.

| Sáu lần: - Beyoncé - Sam Smith - Pharrell Williams | Bốn lần: - Iggy Azalea - Beck - Eric Church - Tom Coyne - Drake - Gordon Goodwin - Jay-Z - Miranda Lambert - Sia - Usher - Jack White |

Ba lần:
| - Ryan Adams - Jhené Aiko - The Black Keys - Chris Brown - Rosanne Cash - Billy Childs - Coldplay | - Andrew Coleman - Detail - Eminem - Ben Glover - Florian Lagatta - Lecrae | - Dmitriy Lipay - Bob Ludwig - Max Martin - Rick Ross - Ed Sheeran - Taylor Swift |

Hai lần:
| - Arcade Fire - Francesca Battistelli - Michael Bishop - Glen Campbell - Charli XCX - Brandy Clark - Common - Chick Corea - Jerry Douglas - Tom Elmhirst - Steve Fitzmaurice - For King & Country - Childish Gambino - Ariana Grande - Michael Graves - David Greenbaum - Cole M. Greif-Neill - Stuart Hawkes | - Fred Hersch - John Hiatt - J-Roc - Keb' Mo' - Kevin Kadish - Wiz Khalifa - Richard King - Greg Kurstin - Luke Laird - Kendrick Lamar - Mike Larson - Howard Lawrence - John Legend - Morten Lindberg - Kristen Anderson-Lopez - Robert Lopez - Joe Lovano - Mali Music | - Elaine Martone - Pete McGuinness - MercyMe - Edgar Meyer - Ann Mincieli - Nicki Minaj - Ludovic Morlot - Jimmy Napes - Robbie Nelson - Nickel Creek - Smokie Norful - Partch - Katy Perry - Tom Petty - Steve Price - Julian Raymond - Rufus Reid - Robert Glasper Experiment | - Schoolboy Q - Jesse Shatkin - Noah "40" Shebib - Shellback - Chris Thile - Darrell Thorp - Timbaland - Justin Timberlake - Meghan Trainor - Daniil Trifonov - Cassidy Turbin - Carrie Underwood - Keith Urban - Joe Visciano - Kanye West - Charlie Wilson - Jesse Winchester |

Giải thưởng:
| Bốn giải: - Sam Smith Ba giải: - Beyoncé - Rosanne Cash - Bob Ludwig - Pharrell Williams | Hai giải: - Beck - Chick Corea - Tom Elmhirst - Eminem - For King & Country - David Greenbaum - Cole M. Greif-Neill - Jay-Z - Florian Lagatta - Kendrick Lamar - Kristen Anderson-Lopez - Robert Lopez - Jimmy Napes - Robbie Nelson - Darrell Thorp - Cassidy Turbin - Joe Visciano - Jack White |